# سقوط عقاب‌ها
سقوط عقاب‌ها (انگلیسی: Fall of Eagles) یک درام تلویزیونی بریتانیایی ۱۳ قسمتی است که توسط بی‌بی‌سی در سال ۱۹۷۴ پخش شد. این سریال توسط جان الیوت و تهیه‌کنندگی استوارت برج ساخته شد. این سریال وقایع تاریخی از ۱۸۴۸ تا ۱۹۱۸ را به تصویر می‌کشد که به سلسله‌های حاکم اتریش-مجارستان (دودمان هابسبورگ)، امپراتوری آلمان، (دودمان هابسبورگ) و امپراتوری روسیه (دودمان رومانوف) می‌پردازد.